# Рептили
Рептили, също наричани рептилоидни хуманоиди, са предполагаемо влечугоподобни хуманоиди , честа тема в научната фантастика, теория на конспирацията, уфология и т.н. Идеята за рептили на земята е популяризирана от Дейвид Айк, конспиративен теоретик, който казва, че променящи формата си рептили управляват човешкия свят, като приемат човешка форма и придобиват политическа власт, за да манипулират човешките общества. Айк също така твърди в множество случаи, че много от политическите световни лидери са или са „под властта“ на рептили, които управляват света. Според теория на конспирацията обикновено се смята, че рептилите са по някакъв начин свързани с тайното общество на илюминатите, като според някои илюминатите използват рептилите за свои цели, а според други илюминатите смятат рептилите за свои богове и т.н. (като богове-рептили много често се смятат някои египетски богове).
В България теорията за рептилите също има привърженици. Според тях например всички български владетели са рептили. Според Еленко Ангелов: „Голяма част от световните лидери са рептили, променящи формата си. 90% от банкерите обаче са човешки същества, подчинени на тяхната матрица“. В книгата си „Лека Нощ, Нещастие“ той твърди, че за намесата на рептили от други планети той открива свидетелства дори в „История славянобългарска“ на Паисий Хилендарски.